# Bones of Contention
Bones of Contention é uma coletânea de contos de 1936 por Frank O'Connor apresentando as seguintes histórias:
- Michael's Wife
- Orpheus and His Lute
- Peasants
- In the Train
- The Majesty of the Law
- Tears - Idle Tears
- Lofty
- The Man That Stopped
- The English Soldier
- Bones of Contention
- What's Wrong With the Country?
- A Romantic